# Philicus bicolor
Philicus bicolor là một loài bọ cánh cứng trong họ Cerambycidae.